# Стумон
Стумо́н — коммуна в Валлонии, расположенная в провинции Льеж, округ Вервье. Принадлежит Французскому языковому сообществу Бельгии. На площади 108,45 км² проживают 3006 человек (плотность населения — 28 чел./км²), из которых 50,10 % — мужчины и 49,90 % — женщины. Средний годовой доход на душу населения в 2003 году составлял 11 739 евро.
Почтовый код: 4987. Телефонный код: 080.